# 中国科学院大学温州研究院
中国科学院大学温州研究院（英語：Wenzhou Institute, University of Chinese Academy of Sciences）,简称国科大温州研究院，是一所直属于中国科学院大学的二级科研机构，成立于2019年5月，由温州市人民政府、中国科学院大学、温州医科大学三方联合筹建，前身为中国科学院温州生物材料与工程研究所（筹）。

## 历史沿革
2010年3月11日，中国科学院、浙江省人民政府、温州市人民政府共同筹建中国科学院宁波工业技术研究院温州生物材料与工程研究所（筹）（简称“温州生材所”），正式签署了《中国科学院宁波工业技术研究院温州生物材料与工程研究所建设备忘录》。2011年2月，生材所筹建工作正式启动。同年12月21日，中国科学院-浙江（温州）生物医药科技成果对接会暨温州生物材料与工程研究所揭牌仪式上完成了温州生材所的正式揭牌。2016年1月31日，温州生材所在温州浙南科技城举行一期工程奠基及项目签约仪式，标志着现院址建筑破土动工。2018年11月9日，在世界温州人联谊总会科技分会成立大会上，中国科学院大学温州研究院揭牌成立。温州市市长姚高员在会上致辞表示，国科大温州研究院从开始接洽到正式落地仅用了整整一个月时间，刷新了实体研究院落地温州新速度。筹建温州生材所项目改为建设国科大温州研究院。2019年5月，国科大温州研究院开始全力推进研究人员队伍建设。2020年10月，用地31亩，总建筑面积5.8万平方米，位于温州浙南科技城的研究院新园区大楼
投入使用。2021年3月1日，国科大温州研究院与温州市龙湾区人民政府教育战略合作签约仪式在龙湾区行政管理中心大楼4楼多功能厅举行，联合创办国科温州学校。

## 科研概况
截至2021年初，国科大温州研究院有科研团队35支，科研人员200余人，10余项代表性成果进入临床试验或融资阶段并与温州市相关企业达成多项合作协议。国科大温州研究院公共技术服务中心拥有生物医用材料、纳米技术、组织工程与再生医学、医疗器械等研究领域的多种先进科研仪器设备，设备总值约8000万元人民币。2017年技术中心已通过浙江省临床功能材料与诊疗器件工程技术研究中心的认证，未来建设目标是建成能提供国家计量认证（CMA）测试服务与中国合格评定国家认可委员会（CNAS）测试服务的大型综合设备中心。